# Josefa Chaume Aguilar
Josefa Chaume Aguilar (Valencia, 1901-1982) fue una arqueóloga española y la única mujer que figura vinculada al Servicio de Investigación Prehistórica (SIP) de la Diputación de Valencia. 

## Trayectoria
Comienza su colaboración en 1931 y aparece como agregada desde 1932. Colabora entre los años 1931 y 1935 con Mariano Jornet en la realización de los calcos y los dibujos de la excavación arqueológica de la Bastida de les Alcusses de Mogente. Participó en el Crucero universitario por el Mediterráneo de 1933, promovido por el Ministerio de Instrucción Pública y Bellas Artes, que se convirtió en una embajada cultural y en una experiencia singular para los jóvenes estudiantes que se embarcaron en él, muchos de ellos, como Martín Almagro Basch y Jaime Vicens Vives, pasarían a ser figuras representativas de la cultura y la ciencia españolas. 
Entre 1934 y 1936 cursó estudios de doctorado en Madrid. En 1939 ganó una cátedra interina en el Instituto de Enseñanza Secundaria de Requena y posteriormente en el de Melilla. Su breve colaboración fue reconocida en 2006 en la exposición que organizó el Museo de Prehistoria de Valencia sobre los primeros 50 años del SIP, para la que sus familiares prestaron el maletín de viaje que utilizó Josefa Chaume en el crucero universitario de 1933 por el Mediterráneo con fines culturales y arqueológicos. El maletín se expuso junto al salacot de Lluís Pericot y la primera cámara fotográfica del SIP.